# Annam-waterschildpad
De Annam-waterschildpad, ook wel Annamese schildpad genoemd, (Mauremys annamensis) is een schildpad uit de familie Geoemydidae. De soort werd voor het eerst wetenschappelijk beschreven door Friedrich Siebenrock in 1903. Oorspronkelijk werd de wetenschappelijke naam Cyclemys annamensis gebruikt.

## Uiterlijke kenmerken
Het schild is elliptisch van vorm, het rugschild is donkerbruin en heeft drie kielen, waarvan de middelste het duidelijkst zichtbaar is. Het buikschild is oranje tot geel met op iedere buikplaat een grote zwarte vlek. Een typisch kenmerk is de goed ontwikkelde brug tussen rug- en buikschild. De kop is donkergrijs tot zwart, met drie strepen aan iedere zijkant die doorlopen in de nek. De snuit van de puntige kop steekt iets uit, de onderkant is geel. De bovenzijde van de nek is donkerder dan de onderzijde, de poten zijn donkergrijs tot zwart en de tenen hebben volledig ontwikkelde zwemvliezen. Mannetjes zijn van vrouwtjes te onderscheiden door een dikkere staartbasis en niet door een duidelijk langere staart zoals bij de meeste schildpadden.

## Algemeen
De Annam-waterschildpad is endemisch in Vietnam. Het is een zeer zeldzame soort en is een van de 25 meest bedreigde soorten schildpadden ter wereld. Lange tijd werd zelfs aangenomen dat de soort was uitgestorven, de schildpad was sinds de jaren dertig niet meer gezien ondanks veldonderzoek. Omdat de schildpad regelmatig opdook op voedselmarkten, waar de dieren werden aangeboden voor consumptie, was de soort kennelijk niet in het wild uitgestorven.
Pas in 2006 werd een populatie in het wild ontdekt in de provincie Quang Nam (Midden-Vietnam). In het  Nationaal park Cúc Phương (Noord-Vietnam) is in 1998 een Turtle Conservation Center opgericht waar deze soort wordt gefokt, om later in het wild opnieuw te introduceren in geschikt leefgebied.
Ondanks de zeldzaamheid wordt de schildpad nog regelmatig te koop aangeboden in China en Hongkong en worden illegaal geëxporteerd naar de Verenigde Staten.